# The Jetsons
The Jetsons (em português Os Jetsons) é uma série animada de televisão produzida pela Hanna-Barbera, exibida originalmente na ABC entre 1962 e 1963. Foi exibida no Brasil pela TV Excelsior. Mais tarde a série foi relançada com novos episódios produzidos entre 1984 e 1987, como parte do programa The Funtastic World of Hanna-Barbera. Foi exibida no canal brasileiro SBT. Tendo como tema a "Era Espacial", a série introduziu no imaginário da maioria das pessoas o que seria o futuro da Humanidade: carros voadores, cidades suspensas, trabalho automatizado, toda sorte de aparelhos eletrodomésticos e de entretenimento, robôs como criados, e tudo que dá para se imaginar do futuro. Esta foi com certeza a quarta série mais popular da dupla Hanna-Barbera só perdendo para Scooby-Doo, os Flinstones e a mais tradicional série da dupla, Tom e Jerry. De certa forma, esse futuro ideal é satirizado nos desenhos de Futurama. Serviu como contraparte de The Flintstones. Enquanto os Flintstones viviam num mundo com máquinas tracionadas por aves e dinossauros, os Jetsons eram uma família de 2062 que conviviam com um grande avanço tecnológico.
A série original teve 24 episódios transmitidos nas noites de domingo pelo canal ABC. O primeiro estreou em 23 de setembro de 1962, seguido dos outros até 22 de setembro de 1963. Foi o primeiro programa transmitido colorido pela ABC-TV (Apenas um punhado de estações da ABC-TV tinha capacidade de transmissão colorida no início da década de 1960).
Os Flintstones, que sempre foram produzidos a cores, tiveram as duas primeiras temporadas transmitidas em preto-e-branco. A série depois passaria em reprise nos canais CBS e NBC.
O filme Jetsons: The Movie de 1990 serviu como o final da série até 27 anos depois, quando o novo filme animado diretamente em vídeo, The Jetsons & WWE: Robo-WrestleMania! foi lançado em 2017.

## Premissa
Os Jetsons são uma família residente em Orbit City. A arquitetura da cidade segue o estilo Googie, com todas as casas e empresas suspensas sobre o chão e com colunas ajustáveis. George Jetson mora com a família num apartamento panorâmico: sua esposa Jane é dona-de-casa e eles tem dois filhos: a adolescente Judy que frequenta a Escola Secundária Orbit, e o menino de seis anos de idade  Elroy, que estuda na Little Dipper School. A empregada doméstica é a robô Rosie, que cuida da limpeza e outras tarefas que usualmente são feitas a partir de apertos em incontáveis botões. A família tem um cão chamado Astro, com um sotaque que muda as consoantes das palavras para som de "R", como um rosnado.
George Jetson é um empregado típico de sua era: sua jornada é reduzida (1 hora por dia, 2 dias por semana) Seu patrão é Cosmo Spacely, o baixote e irritadiço proprietário da Spacely Space Sprockets. Spacely tem um competidor, Sr. Cogswell, proprietário da companhia rival Cogswell Cogs (algumas vezes referida como Cosmic Cogs). Jetson vai ao trabalho num carro aéreo (que lembra um disco voador com uma bolha transparente acoplada). A vida é bastante preguiçosa e com muito lazer, auxiliada por numerosos aparelhos que ocasionalmente dão defeito com resultados humorísticos. Apesar disso, todos reclamam de esgotamento do trabalho e dificuldades em viver com algumas inconveniências que permaneceram.

## Personagens
- George Jetson: 40 anos de idade[9] é o protagonista da série. Ele é um amoroso chefe de família que sempre parece tomar as decisões erradas. Ele é empregado da companhia Sprockets ligando e desligando o computador R.U.D.I. (sigla em inglês para Referential Universal Digital Indexer). É casado com Jane e tem dois filhos, Judy e Elroy.
- Jane Jetson: 33 anos de idade[10] é a esposa de George, mãe de dois filhos, e uma dona-de-casa (apesar de  Rosie fazer a maior parte do trabalho). Jane é fascinada por moda e novos eletrodomésticos. Sua loja favorita é a Mooning Dales, trocadilho de Bloomingdales. É uma esposa obediente que sempre procura tornar a vida da família a mais agradável possível. Fora do lar, ela é membro da Galaxy Women Historical Society e fã de Leonardo de Vênus e Picasso Pia.
- Judy Jetson: tem 15 anos de idade[11] e é a filha mais velha da família Jetson. Estuda na Escola Secundária Orbit, é uma adolescente estereotipada cujos interesses incluem roupas, saídas com amigos, e revelações de segredos em um diário digital.
- Elroy Jetson: com 6½ de idade[12] é o mais novo dos dois filhos dos Jetsons. É muito inteligente e perito em toda ciência espacial. Bem-educado e bom filho, Elroy estuda na Little Dipper School, onde tem aulas de História Espacial, Astrofísica e Geometria Estelar. Elroy ama seu cão Astro e sempre o defende quando George perde a paciência com aquele mascote.
- Rosie: é a empregada doméstica robô da família. É um modelo fora-de-linha que os Jetsons amam e nunca trocariam por outro mais moderno. Rosie faz todo o trabalho de casa e também ajuda como babá. É autoritária e ocasionalmente distribui pílulas para a família. Excluindo uma cena de encerramento dos episódios, Rosie aparece em apenas dois da primeira temporada, mas fez muitas aparições no programa da década de 1980.
- Astro: é o cão da família Jetsons. Antes de ser um Jetson seu nome era Tralfaz e pertencia ao fabulosamente rico J.P. Gottrockets. Astro é um dos melhores amigos de George (como o computador do trabalho, R.U.D.I.) bem como o melhor amigo de Elroy. É capaz de falar um inglês rosnado e latido, num jeito que depois o dublador Don Messick reutilizaria para Scooby-Doo.
- Orbitty: é um alienígena com pernas como molas que foi o segundo mascote dos Jetson. Ele tinha a capacidade de expressar as emoções através de mudanças de cores. Foi introduzido nos desenhos da década de 1980, mas não apareceu na terceira temporada (exceto rapidamente) ou em qualquer dos filmes.
- Senhor Spacely: é o patrão de George e dono da Spacely Space Sprockets. A companhia foi fundada na ilha de Newfoundland em 1937, e continuou a prosperar até que a intensa poluição a fizesse se mudar para uma plataforma suspensa. Ele é baixo com cabelos pretos e bastante calvo, com um temperamento ruim. É o principal antagonista da série. Spacely sempre traz ideias para novos negócios que sempre dão errado. George, que conhece Spacely desde a infância[13] é culpado pela maioria das coisas que dão erradas. Uma piada recorrente da série é George ser chutado do escritório com Spacely gritando "Jetson! Está despedido!". Contudo, sempre lhe é devolvido o emprego aos finais dos episódios, e quando está muito feliz com George, o patrão o promove a vice-presidente da companhia. Senhor Spacely algumas vezes é auxiliado por Uniblab, um assistente robô.
- Senhor Cogswell: é o concorrente de Spacely. Proprietário da Cogswell Cogs que causa muitos problemas para Spacely e George. É outro antagonista da série. Ele e Spacely estão sempre pensando em jeitos de fazer a empresa do outro fracassar. Cogswell tenta roubar as ideias de Spacely mas as mesmas sempre dão erradas para ambos. O primeiro nome dele é "Spencer", revelado nos desenhos da década de 1980.
- R.U.D.I.: é o computador do trabalho de George e um de seus melhores amigos, assim como o cão Astro. Seu nome é um acrônimo para Referential Universal Differential Indexer. Possui uma personalidade humana e é membro da Society for Preventing Cruelty to Humans. [No episódio "Family Fallout" (transmitido pela primeira vez em 22 de setembro de 1985), os Jetsons vencem um game show de TV após George acertar os significados das letras da sigla].
- Henry Orbit: é o zelador do edifício dos Jetsons. Está sempre ajudando e possui bom humor. Seu robô Mac tem uma queda por Rosie.

## Especiais e adaptações para filmes

### Filmes para televisão
- The Jetsons Meet the Flintstones (1987)
- Rockin' with Judy Jetson (1988)

### Especial para televisão
- Hanna-Barbera's 50th: A Yabba Dabba Doo Celebration (1989)

### Lançamento no cinema
- Jetsons: The Movie (1990)

### Diretamente em vídeo
- The Jetsons & WWE: Robo-WrestleMania! (2017)[14]

## Filmes com atores
Ao final da década de 1980, a Universal Studios adquiriu os direitos de The Flintstones e The Jetsons da Hanna-Barbera Productions. O resultado foi a animação para os cinemas Jetsons: The Movie, lançada em 1990.
Em maio de 2007, o diretor Robert Rodriguez iniciou conversas com a Universal Studios e Warner Bros. para adaptar The Jetsons, com atores, para ser lançado em 2009, na época que discutia a direção da adaptação de Land of the Lost de 1974. Rodriguez estava inseguro com o projeto que deveria ser o seguinte trabalho, apesar do roteiro de Adam F. Goldberg estar bem mais desenvolvido que parece.

### Aparições nos desenhos da Hanna-Barbera
- The Funtastic World of Hanna-Barbera, Elroy Jetson é raptado por Dick Dastardly (de Wacky Races) (1991)
- Space Stars, Astro aparece no segmento "Astro and the Space Mutts"
- Uma proposta de 1974 teria criado uma série de sequela para The Jetsons, definida aproximadamente dez anos após a série original. A CBS rejeitou a proposta e foi reformulada como Partridge Family 2200 A.D.

### Outros projetos
- The Jetsons: Father & Son Day (Spümcø, Macromedia Flash)
- The Jetsons: The Best Son (Spümcø, Macromedia Flash)
- Alguns personagem aparecem em comerciais da Electrasol e Tums.
- No final da década de 1990, George, Jane, e Astro aparecem em comercial de Natal da RadioShack.
- Em 2003, Xtra usou Os Jetsons como parte de uma campanha publicitária com George Jetson promovendo os benefícios da internet de banda larga. O anúncio terminou com George dizendo: "A banda larga é o caminho, mas algumas pessoas nunca se acostumarão a progredir", e uma imagem de Fred Flintstone usando um computador em forma de pedra com um mouse real
- Os Jetsons apareceram três vezes em  Family Guy .
- Os Jetsons foram vistos no Cartoon Network Rap de 1995.
- Personagens de Os Jetsons aparecem na paródia do filme I, Robot em  Robot Chicken  onde Rosie é acusada de assassinar George.
- Os Jetsons podem ser vistos em segundo plano no comercial "Everyone" da "MetLife" de 2012.
- Os Jetsons  aparecem Harvey Birdman, Attorney at Law, no episódio "Back to the Present."

### Quadrinhos
- The Jetsons #1–36 (Gold Key Comics, janeiro de 1963 – outubro de 1970
- March of Comics #276 (1965), #330 (1969), #348
- The Jetsons #1–20 (Charlton Comics, novembro de 1970 – dezembro de 1973)
- Spotlight #3 (Marvel Comics)
- The Jetsons #1–5 (Harvey Comics, setembro de 1992 – novembro de 1993); Big Book #1–3, Giant Size #1–3
- The Jetsons #1–17 (Archie Comics, setembro de 1995 – agosto de 1996)
- The Flintstones and the Jetsons #1–21 (DC Comics, agosto de 1997 – abril de 1999)
- Scooby Doo Team-Up #8 (DC Comics, janeiro de 2015)
- Booster Gold/The Flintstones Annual #1 (DC Comics, março de 2017)

### Vídeo games
- The Jetsons' Ways with Words (Intellivision, 1984)
- The Jetsons: George Jetson and the Legend of Robotopia (Amiga, 1990)
- The Jetsons: By George, in Trouble Again (DOS, 1990)
- The Jetsons: Cogswell's Caper! (NES, 1992)
- The Jetsons: Robot Panic (Game Boy, 1992)
- The Jetsons: Invasion of the Planet Pirates (Super NES, 1994)
- Jetsons: The Computer Game (Amiga, 1992)
- The Jetsons: Mealtime Malfunction (Apple, 1993)
- The Jetsons' Space Race (part of "Hanna-Barbera’s Cartoon Carnival") (CD-i, 1993)
- Flintstones Jetsons Time Warp (CD-i, 1994)

## Lista de episódios
A grafia original do nome de Rosie é apresentada na estreia do primeiro episódio de 1962 chamado "Rosie, a robô" e ao longo da série animada, contudo ela foi modificada para "Rosey" no episódio 7 de 1987 chamado "Marcha nupcial para Rosey".

### Temporada 1 (1962 - 1963)
Episódio        Título em português (pt-BR)         Título em inglês (en-US)
1                      Rosie, a robô                                    Rosie the Robot
2                      O encontro de Judy                           A Date with Jet Screamer
3                      O carro espacial                               The Space Car
4                      A chegada de Astro                          The Coming of Astro
5                      A noite de George                            Jetson's Nite Out
6                      Bons escoteiros                               The Good Little Scouts
7                      O terno voador                                 The Flying Suit
8                      O namorado de Rosie                      Rosie's Boyfriend
9                      Elroy na TV                                       Elroy's TV Show
10                   O Uniblab                                           Uniblab
11                   Uma visita do vovô                             A Visit from Grandpa
12                   O segredo de Astro                            Astro's Top Secret
13                   Férias em Las Venus                         Las Venus
14                   O amigo de Elroy                               Elroy's Pal
15                   Piloto de testes                                  Test Pilot
16                   Astro milionário                                  Millionaire Astro
17                   O homenzinho                                   The Little Man
18                   Jane na autoescola                           Jane's Driving Lesson
19                   Guarda espacial                                 G.I. Jetson
20                   Miss Sistema Solar                            Miss Solar System
21                   Propriedade privada                           Private Property
22                   As férias de Jane                                Dude Planet
23                   TV ou não TV                                      TV or Not TV
24                   Elroy fugitivo                                        Elroy's Mob

### Temporada 2 (1985)
Episódio        Título em português (pt-BR)            Título em inglês (en-US)
1                      O novo amigo de Elroy                       Elroy Meets Orbitty
2                      Rosie volte para casa                         Rosie Come Home
3                      Uma experiência feminina                  Solar Snoops
4                      A surpresa do aniversário de Judy      Judy's Birthday Surprise
5                      O Super George                                  SuperGeorge
6                      Problemas familiares                           Family Fallout
7                      Repetidor instantâneo                         Instant Replay
8                      Pulgas fugitivas                                    Fugitive Fleas
9                      S.M.A.S.H.                                           S.M.A.S.H.
10                   Se falhar, rua                                         One Strike, You're Out
11                   Dia das Mães para Rosie                      Mother's Day for Rosie
12                   Um parente estranho                             S'No Relative
13                   Tempo de dança                                    Dance Time
14                   A rebelião de Judy                                 Judy Takes Off
15                   O vencedor fica com tudo                      Winner Takes All
16                   O espelho morfo                                    The Mirrormorph
17                   O namoro cósmico de Jane e George   The Cosmic Courtship of George and Jane
18                   Lua cheia                                                High Moon
19                   Grandes atividades                                 Hi-Tech Wreck
20                   Um monte de encrenca                           Little Bundle of Trouble
21                   Elroy no país das maravilhas       Elroy in Wonderland
22                  Os pioneiros do espaço                The Swiss Family Jetson
23                  Rosie, a ladra                                  Rip-Off Rosie
24                   O planeta da fantasia                    Fantasy Planet
25                   Lasers Bong                                    Space Bong
26                   Mágicas e monstros                       Haunted Halloween
27                   O grande momento de Astro         Astro's Big Moment
28                   Os milhões dos Jetsons                Jetsons' Millions
29                   Tudo errado                                     The Wrong Stuff
30                   A nave do amor                               The Vacation
31                   Espírito de equipe                           Team Spirit
32                   Tempo futuro                                   Future Tense
33                   Pai pra frente                                   Far-Out Father
34                   Uma tarde confusa                         Dog Daze Afternoon
35                   Os problemas do vovô                   Grandpa and the Galactic Gold Digger
36                   A vingança do robô                         Robot's Revenge
37                   Dizendo a verdade                         To Tell the Truth
38                   O poder jovem                                  Boy George
39                   A fuga de Judy                                Judy's Elopement
40                   O melhor do século                         The Century's Best
41                   Um cântico de Natal dos Jetsons     A Jetson Christmas Carol

### Temporada 3 (1987)
Episódio        Título em português (pt-BR)         Título em inglês (en-US)
1                      O mestre do crime                           Crime Games
2                      Q. I. ASTROnômico                         ASTROnomical I.Q.
3                      Às 9, às 5, às 9                                9 to 5 to 9
4                      Invisivelmente seu                           Invisibly Yours, George
5                      O baile dos pais e filhas                  Father/Daughter Dance
6                      Limpo como os dentes de um cão  Clean as a Hound's Tooth
7                      Marcha nupcial para Rosey            Wedding Bells for Rosey
8                      Uma planta estranha                      The Odd Pod
9                      Georges demais                             Two Many Georges

10                   Spacely por um dia                          Spacely for a Day